# Sandisfield
Sandisfield är en kommun (town) i Berkshire County i delstaten Massachusetts, USA. Vid folkräkningen år 2000 bodde 824 personer på orten. Den har enligt United States Census Bureau en area på totalt 137,3 km² varav 1,8 km² är vatten.

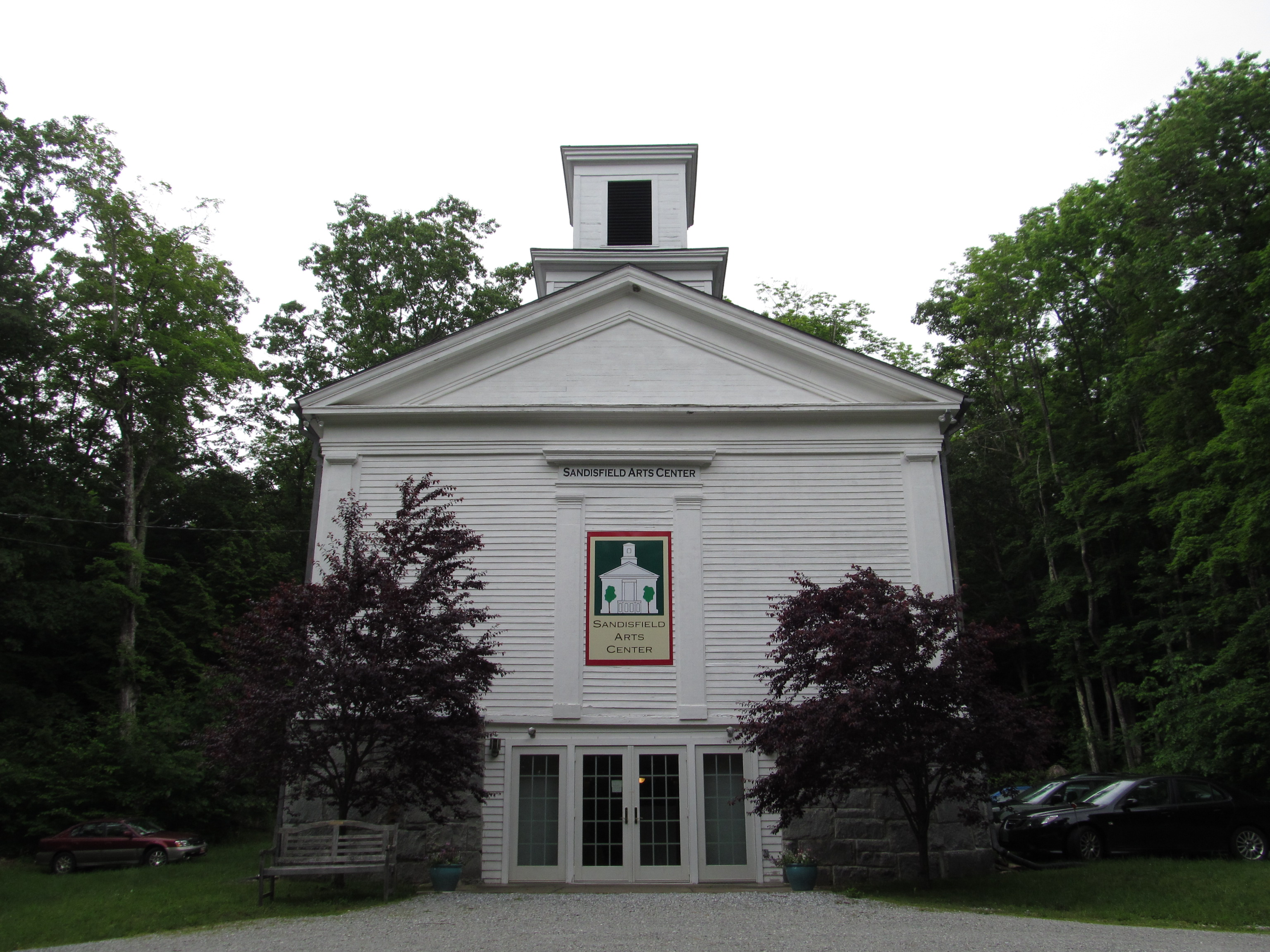